# Ep
 Ovo je glavno značenje pojma Ep. Za druga značenja pogledajte Ep (razdvojba).
Ep je spjev, koji pripovijeda u kontinuiranom narativu život i djela herojske ili mitološke osobe ili grupe osoba, drugim riječima, ep je opširno pripovijedanje u stihu o značajnim događajima s mnogo pojedinosti. On može zahvatiti cjelokupan život nekog naroda osobito u prikazu događaja koji su za njega sudbinski važni kao što su ratovi, utemeljenje države, putovanja i otkrića opće važnosti, sudbine izuzetno važnih ljudi.

## Poznati epovi
Kao primjeri žanra obično se na Zapadu navode Homerove Ilijada i Odiseja, zatim Saga o Nibelunzima i Vergilijeva Eneida; na Istoku su primjeri epa Mahabharata, Ramajana i Šahnama. Ovi epovi pripadaju skupini primarnih ili originalnih epova koji su postavili model za nastanak i sadržaj budućih epova. Među te buduće epove spadaju primjerice Danteova Božanstvena komedija, Ariostov Bijesni Orlando i dr., pa i Ovidijevi mali epovi. Naziv za ove epove je sekundarni epovi.
Osnovne karakteristike epa su:
- otpočinje iz središnjeg dijela priče (in medias res);
- počinje zazivanjem neke od muza;
- područje radnje često pokriva geografski nedefinirana velika područja, često cijeli svijet ili čak svemir;
- upotreba golemog broja epiteta (koji su upravo izum epova);
- sadrži veoma duge popise, te veoma duge i formalne govore;
- prikazuje božansku upletenost u ljudske poslove;

Epovi su često pripisivani oralnoj, usmenoj književnosti, međutim mnogi od tih epova ne bi ostali da nisu zapisani. 
U moderno vrijeme ova je vrsta, poput drugih dužih pjesničih vrsta, postala nepopularna i rijetka. Međutim pojam epike se proširio na taj način da obuhvati i prozna djela, filmove koji traju jako dugo, imaju raznovrsna mjesta radnje, veliki broj likova, ili obuhvaćaju velike vremenske relacije. Stoga je moguće mnoga djela, koja prije nisu smatrana takvim, nazivati epskim.